# Vladimír Žalec
Vladimír Žalec (* 12. října 1946) je bývalý slovenský fotbalový brankář.

## Fotbalová kariéra
V československé lize hrál za Škodu Plzeň. Nastoupil ve 13 ligových utkáních. Většinu kariéry byl náhradníkem Josefa Čalouna.

## Ligová bilance
| Ročník                                     | Zápasy | Góly | Klub        |
| ------------------------------------------ | ------ | ---- | ----------- |
| 2. československá fotbalová liga 1969/1970 | -      | 0    | Škoda Plzeň |
| 1. československá fotbalová liga 1970/1971 | 5      | 0    | Škoda Plzeň |
| 2. československá fotbalová liga 1971/1972 | -      | -    | Škoda Plzeň |
| 1. československá fotbalová liga 1972/1973 | 2      | 0    | Škoda Plzeň |
| 1. československá fotbalová liga 1973/1974 | 6      | 0    | Škoda Plzeň |
| CELKEM 1. liga                             | 13     | 0    |             |